# Encuentro Republicano Federal
Encuentro Republicano Federal (ERF), o anteriormente conocido como Alternativa Republicana Federal, es un partido político argentino de orden nacional fundado en 2021 y liderado por Miguel Ángel Pichetto, que integra la coalición Hacemos Coalición Federal.

## Historia
Desde 2003 y hasta 2015, el senador peronista Miguel Ángel Pichetto integró el Frente para la Victoria, liderada por el kirchnerismo, siendo presidente del bloque de senadores de dicha fuerza.
Luego de la derrota de dicho frente en las elecciones presidenciales de 2015, Pichetto tomó distancia del kirchnerismo y en diciembre de 2017 lideró la salida de 25 senadores peronistas del bloque Frente de la Victoria-PJ, para formar un interbloque autónomo en el Senado, denominado interbloque Argentina Federal, bajo su presidencia.
De cara a las elecciones presidenciales de 2019 Pichetto integró inicialmente un espacio político conocido como Alternativa Federal, integrado por diversos sectores peronistas que tenía como objetivo formar un frente electoral, para enfrentar tanto al kirchnerismo como al macrismo.

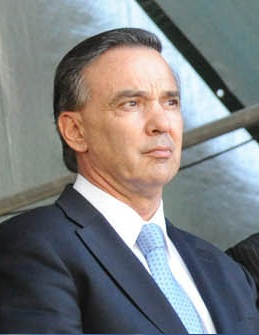
Miguel Ángel Pichetto, líder del espacio.

Finalmente algunos sectores del Peronismo Federal, como el Frente Renovador de Sergio Massa, decidieron sumarse a un frente más amplio con el kirchnerismo, llamado Frente de Todos, mientras que otros sectores, como el liderado por Pichetto, decidieron alinearse con el macrismo y el radicalismo en el frente Juntos por el Cambio.
Otros sectores del Peronismo Federal, como el sector cordobés liderado por Juan Schiaretti y el sector salteño liderado por Juan Manuel Urtubey, mantuvieron su oposición al kirchnerismo y el macrismo, y formaron la coalición Consenso Federal, que llevó como candidato al exministro de Economía Roberto Lavagna. En 2019, Pichetto integró como candidato a vicepresidente, junto a Mauricio Macri, la fórmula presidencial de Juntos por el Cambio, que resultó finalmente derrotada. El sector de Pichetto no obtuvo en esa elección diputados ni senadores propios.
El 12 de marzo de 2021 Pichetto fundó, para actuar en la Provincia de Buenos Aires, el espacio Peronismo Republicano, para integrar orgánicamente la coalición Juntos, junto a los partidos Propuesta Republicana (presidido por Patricia Bullrich), Unión Cívica Radical (UCR) y Coalición Cívica ARI (presidida por Elisa Carrió). Otros dirigentes de Peronismo Republicano son Claudia Rucci y el senador nacional por Salta, Juan Carlos Romero, que otorga así un parlamentario nacional a la fuerza.
Finalmente el 12 de mayo de 2022, Pichetto realizó un acto en Parque Norte en donde hizo oficial el lanzamiento del partido, renombrándolo como Encuentro Republicano Federal, a la vez que anunció su candidatura a Presidente de la Nación para las elecciones presidenciales de Argentina de 2023. Algunos de los integrantes del nuevo espacio son Juan Carlos Romero, Ramón Puerta, Claudia Rucci, Jorge Yoma, Diego Guelar, Miguel Ángel Toma, Susana Decibe, Horacio Massaccesi, Jorge Sobisch, Eduardo Mondino, Jorge Telerman, Dante Camaño, Eduardo Arnold, Florencia Arietto, Betina Florito, entre otros.
En las Elecciones legislativas de Argentina de 2023, Miguel Ángel Pichetto es electo diputado nacional por la provincia de Buenos Aires, de esta manera el partido suma otro congresista nacional, Pichetto en la cámara de diputados y Romero en el Senado. También ese año lograron conseguir que sean electos tres intendentes en la provincia de Buenos Aires, Santiago Passaglia (San Nicolás), Gilberto Alegre (General Villegas), Jaime Méndez (San Miguel).

## Distritos
| Distritos              | Presidente         | Coalición de distrito       | Afiliados |
| ---------------------- | ------------------ | --------------------------- | --------- |
| Buenos Aires           | Ernesto Raúl Habra | La Libertad Avanza          | 9360      |
| Ciudad de Buenos Aires | Diana Maria Correa | Juntos por el Cambio        | 3599      |
| Catamarca              | Maricel Leiva      | Juntos por el Cambio        | 1351      |
| Córdoba                | Matias Mondino     | Juntos por el Cambio        | 3607      |
| Santiago del Estero    | Luis Manuel Unzaga | Frente Patriótico Laborista | 2938      |
| Total                  |                    |                             | 20 855    |

## Representantes Legislativos

### Orden Nacional

#### Cámara de Senadores de la Nación Argentina
Integran el bloque Cambio Federal que preside el Juan Carlos Romero.
| Bloque | Bloque         | Retrato | Nombre             | Provincia          | Mandato | Mandato |
| Bloque | Bloque         | Retrato | Nombre             | Provincia          | Inicio  | Fin     |
| ------ | -------------- | ------- | ------------------ | ------------------ | ------- | ------- |
|        | Cambio Federal |         | Juan Carlos Romero | Provincia de Salta | 2007    | 2025    |

#### Cámara de Diputados de la Nación Argentina
Pichetto preside el bloque Hacemos Coalición Federal.
| Bloque | Bloque                    | Retrato | Nombre                | Provincia                 | Mandato | Mandato |
| Bloque | Bloque                    | Retrato | Nombre                | Provincia                 | Inicio  | Fin     |
| ------ | ------------------------- | ------- | --------------------- | ------------------------- | ------- | ------- |
|        | Hacemos Coalición Federal |         | Miguel Ángel Pichetto | Provincia de Buenos Aires | 2023    | 2027    |

### Cámara de Diputados de la Provincia de Buenos Aires
| Bloque | Bloque                | Retrato | Nombre                    | Sección                   | Mandato | Mandato |
| Bloque | Bloque                | Retrato | Nombre                    | Sección                   | Inicio  | Fin     |
| ------ | --------------------- | ------- | ------------------------- | ------------------------- | ------- | ------- |
|        | Propuesta Republicana |         | Santiago Ismael Passaglia | Segunda Sección Electoral | 2017    | 2025    |
|        | Juntos                |         | Juan Jose "Turco" Esper   | Primera sección electoral | 2023    | 2027    |

• Santiago Passaglia fue electo intendente de San Nicolás en las elecciones de 2023 para el mandato 2023-2027.

## Intendentes
| Encuentro Republicano Federal | Encuentro Republicano Federal | Encuentro Republicano Federal  | Encuentro Republicano Federal | Encuentro Republicano Federal |
| Retrato                       | Nombre                        | Ciudad y Provincia             | Mandato                       | Mandato                       |
| Retrato                       | Nombre                        | Ciudad y Provincia             | Inicio                        | Fin                           |
| ----------------------------- | ----------------------------- | ------------------------------ | ----------------------------- | ----------------------------- |
|                               | Santiago Passaglia            | San Nicolás, Buenos Aires      | 2023                          | 2027                          |
|                               | Gilberto Alegre               | General Villegas, Buenos Aires | 2023                          | 2027                          |
|                               | Jaime Méndez                  | San Miguel, Buenos Aires       | 2016                          | 2027                          |